# Ziehl-Abegg SE

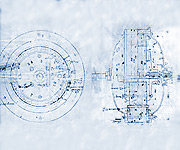
Primeiro desenho de motor com rotor externo

A Ziehl-Abegg SE (grafia própria ZIEHL-ABEGG SE, Ziehl-Abegg AG até 2013) é um fabricante alemão de ventiladores para sistemas de ventilação e ar condicionado, bem como motores de acionamento para elevadores. A sede da empresa está localizada em Künzelsau, no distrito de Hohenlohe.
Pertencem ao grupo:
- Ziehl-Abegg SE, Künzelsau (sede)
- Ziehl-Abegg Automotive GmbH & Co. KG, Künzelsau[4]

e todas as subsidiárias internacionais da SE.

## História
Em 1897, Emil Ziehl projetou o primero motor de rotor externo. No início do 1910, ele fundou, juntamente com o investidor sueco Eduard Abegg, a Ziehl-Abegg Elektrizitäts-Gesellschaft m.b.H. com sede em Berlim. Ziehl tinha depositado grandes esperanças em Abegg, que deveria desenvolver turbinas eólicas para a empresa. Depois que o logotipo da empresa já estava em circulação, descobriu-se que o sueco não podia cobrir o financiamento prometido e que, além disso, a patente introduzida para geradores eólicos era inapta.
Após a capitulação alemã, em 1945, por ordem da Administração Militar Soviética na Alemanha (iniciais em alemão: SMAD), as instalações alemãs foram destroídas e transportadas para a União Soviética. Na Alemanha Ocidental, a empresa foi reconstruída a partir de 1947 no moinho do palácio de Künzelsau pelos irmãos Günther e Heinz Ziehl. Em 1960 iniciou-se a produção de um motor de rotor externo como mecanismo de acionamento de ventilador. Em 1973 começou a internacionalização da empresa e em 2001 ocorreu a sua conversão em uma sociedade anônima de propriedade familiar.
Existem subsidiárias comerciais na Polônia, China, Rússia, República Checa, Suécia, Grã-Bretanha, Finlândia, França, Itália, Austrália, Suíça, Áustria, Ucrânia, Espanha, África do Sul, Turquia, Índia, nos EUA, em Singapura, Holanda, no Japão e no Brasil.
Os fundadores de várias empresas concorrentes (Gebhardt, ebm-papst, Rosenberg) foram empregados da Ziehl-Abegg antes de iniciar seus próprios negócios. Wilhelm Gebhardt trabalhou na área de desenvolvimento da Ziehl-Abegg, e Karl Rosenberg esteve empregado na área de vendas da Ziehl-Abegg antes de fundar sua própria empresa em 1981.

## Produtos
Na tecnologia de ventilação são produzidos ventiladores radiais e axiais com um diâmetro de 190 a 1400 mm, assim como motores e a tecnologia de regulagem correspondente. Exemplos de aplicações incluem as tecnologias de calefação e refrigeração, e a técnica de salas limpas.
No final dos anos 80, a Ziehl Abegg foi a primeira empresa no mundo a introduzir motores EC (veja também motor de corrente contínua sem escovas). Nos anos 90 as lâminas do rotor foram curvadas e em 2006 receberam um perfil biônico para minimizar a emissão de ruído. Em 2013, a Ziehl-Abegg tornou-se pioneira mundial ao desenvolver o primeiro "Bio-Ventilador", feito de um biopolímero (óleo de rícino).
Na área da tecnologia de acionamentos, são desenvolvidos motores elétricos para elevadores, aplicações médicas, como tomógrafos computadorizados, e para ônibus.

## Instalações

### Ziehl-Abegg SE

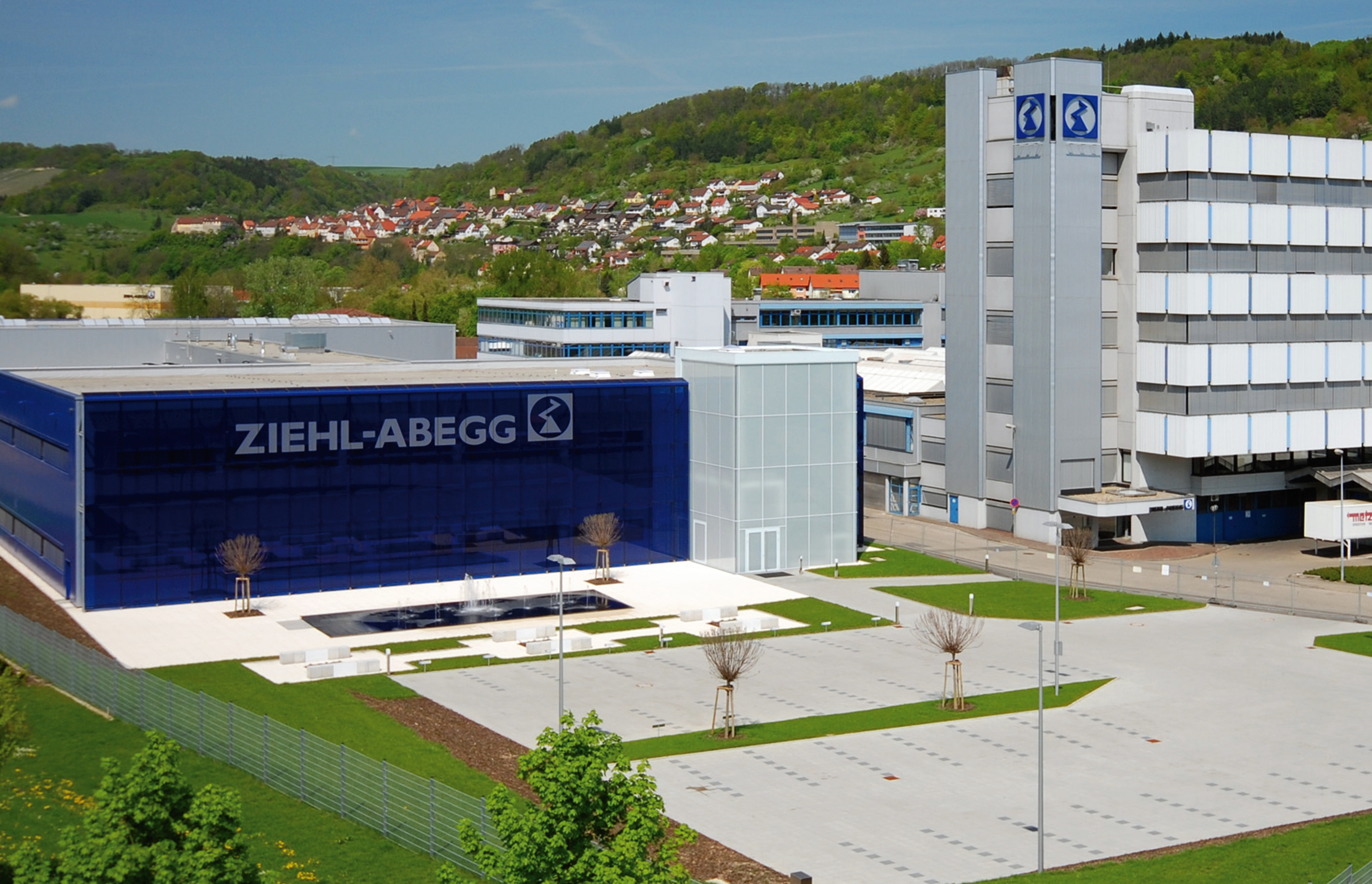
Edíficio Ziehl-Abegg em Künzelsau

A matriz está localizada na Heinz-Ziehl-Straße, com uma filial na Würzburger Straße, em Künzelsau. Neste local a empresa opera desde 2008 a maior câmara combinada de teste e medição do mundo para ventiladores.
Outras instalações encontram-se em Schöntal-Bieringen e duas fábricas em Kupferzell, na Günther-Ziehl-Straße, no parque industrial de Hohenlohe.

### Ziehl-Abegg France SARL
A produção de motores elétricos e sistemas de ventiladores completos para a indústria de refrigeração e ventilação está localizada em Villieu, Lyon, França. Neste local trabalham 118 empregados em uma área de 10.000 m².

### Ziehl-Abegg KFT
ZIEHL-ABEGG Motor- és Ventillátorgyártó Kft em Marcali, Hungria foi fundada pela ZIEHL-ABEGG GmbH. & Co. em dezembro de 1994 com um capital de 84.570.000 Florins (HUF). Ela produz tecnologia de ventilação, motores elétricos especiais, ventiladores axiais e radiais, e acessórios para agricultura, engenharia mecânica, ar condicionado e indústria de refrigeração. As peças são produzidas em três fábricas, com uma área total de operação de 62.000 m².

## Formação profissional
A porcentagem de estagiários e aprendizes da Ziehl-Abegg é de cerca de 10%. No Ano de 2014, Ziehl-Abegg recebeu como empresa piloto o certificado "Dualis" da Câmara de Comércio e Indústria da Alemanha pelo seu excelente programa de treinamento. Em dezembro de 2012, a empresa foi premiada com o Human Resources Excellence Award por sua cultura de boas-vindas para com empregados internacionais. A Ziehl-Abegg também está exportando o bem-sucedido modelo de formação dual para outros países: em 2013 uma fábrica na Hungria iniciou o treinamento dual. Em 2016 haverá pela primeira vez um programa de formação universitária dual.